# Ali Houimli
Ali Houimli – tunezyjski zapaśnik walczący w stylu klasycznym. Zajął szóste miejsce na igrzyskach śródziemnomorskich w 1987. Srebrny medalista igrzysk afrykańskich w 1987. Zdobył złoty medal na mistrzostwach Afryki w 1989 i srebrny w 1988 i 1990 roku.